# ملبورن، داربی‌شر
ملبورن (به انگلیسی: Melbourne) یک شهرک، شهر بازاری و محله مدنی در بریتانیا است که در South Derbyshire واقع شده‌است. ملبورن ۴٬۸۴۳ نفر جمعیت دارد.